# جامعة نورويتش
 جامعة نورويتش  (بالإنجليزية: Norwich University)‏ هي أول كلية عسكرية خاصة في تاريخ الولايات المتحدة الأمريكية، أنشئت في عام 1819 في فيرمونت، تحولت فيما بعد إلى جامعة عسكرية وعلمية في نفس الوقت. وقد شارك خريجوها في جميع حروب الولايات المتحدة من الحرب الأهلية الأمريكية وحرب فيتنام إلى حروب الخليج العربي. وقد قامت الجامعة بتخريج 138 جنرالا أمريكيا رفيع المستوى وعددا من جنرالات الجيش الصيني والتايلندي وخرجت أيضا عددا من السفراء والسياسيين ومستشارين الرؤساء والرياضيين المشهورين ورجال الأعمال.